# Veržej
Veržej je gručasto ravninsko naselje, središče občine Veržej. Leži na Murskem polju na desnem bregu reke Mure. Ob Muri so prostrani listnati gozdovi imenovani obmurski logi, ki segajo s severne strani do naselja. Ob gozdu se proti vzhodu vleče širok pas travnikov, ki so v mesecu maju posuti z belimi narcisami. Kraj leži na 183 metrih nadmorske višine in je z regionalno cesto povezan z Ljutomerom, Gornjo Radgono, Mursko Soboto in Lendavo.

## Zgodovina
Veržej ima dolgo naselitveno tradicijo, ki se začenja v prazgodovini, o čemer pričajo najdeni predmeti - žare s pepelom, bronasti predmeti, črepinje iz ilirske dobe in ploščata kamnita krogla iz kamene dobe. Ostanki rimskega poslopja pričajo, da je to ozemlje pripadalo provinci Spodnja Panonija. Odkrite arheološke najdbe staroslovanskih grobov in pridatki dokazujejo, da je to področje zajel naselitveni val slovanskih rodov. V 10. stoletju so ozemlje zasedli Ogri, nato pa nemški fevdalci. Zgodovinski viri omenjajo, da je Veržej imel brod na reki Muri in da je tukaj bilo pomembno skladišče za vojne potrebščine, zlasti, da so po Muri vozili sol iz Solnograške. Ohranjena trška listina omenja, da je Veržej postal trg leta 1352. Veržej so prizadele hude nesreče: turški vpadi, vpadi Krucov, pogosti požari in poplave reke Mure in kuga v začetku 17. stoletja. Od leta 1555 do 1626 je bil v trškem gradu sedež uskoškega vojvodstva. Po opustošenju gradu se je prebivalstvo pomešalo med domačine.  Za zasluge za obrambo dežele pred Turki in Kruci je avstrijski cesar Leopold I. podelil Veržejcem 1683. leta zastavo ki so jo strelci, po domače »šicarji«, oboroženi s puškami in organizirani v uniformirani v trški gardi, nosili ob raznih praznovanjih in na slovesnostih vse do prve svetovne vojne. V bojih s Turki in Kruci se je odlikoval domačin Čopor ali Štefan Ropoša; po ljudskem izročilu jih je premagal na zemljišču Meka. Sedanjo župnijsko cerkev sv. Mihaela so zgradili leta 1726, glavni baročni oltar je iz 18. stol., stranski pa iz leta 1884; nad vhodnimi vrati je vzidan trški grb z ribo. Med mogočnimi kostanji stoji na trgu Marijin steber iz leta 1815. Leta 1912 je bil zgrajen Salezijanski samostan v neorenesančnem slogu, okrašen s secesionističnimi ornamenti. Ko je izbruhnila prva svetovna vojna, so se mnogi domačini morali boriti na avstro - ogrski strani. Novo nastala država je razočarala tako kmeta kot delavca, še posebej pa viničarja, zato s tega področja mnogi odhajajo na sezonska dela v Nemčijo, Francijo in drugam. Od leta 1922 je tu cestni most čez Muro. Druga svetovna vojna tudi naši pokrajini ni prizanesla. 6. aprila 1941 leta so Nemci vdrli čez radgonski most in ob reki Muri krenili proti Veržeju. Glavnina nemške vojske je zasedla Veržej 8. aprila 1941 leta. Veržej je imel pomembno vlogo v narodnoosvobodilnem gibanju, saj je Prlekijo povezoval s sosednjim Prekmurjem. Osvobodile so ga partizanske enote, ter enote Rdeče armade 8. maja 1945 leta.

## Danes
Danes je Veržej samostojna občina, šteje 1400 prebivalcev in jo sestavljajo vasi Veržej, Banovci in Bunčani. Njena površina je 12 km². Posebno skrb občani posvečajo okoljevarstvu, saj imajo Banovci in Veržej urejeno čistilno napravo in kanalizacijo, urejen odvoz smeti. Aktivna je tudi družbena dejavnosti na področju gasilstva, kulture, športa in turizma. Meseca maja je praznik narcis in obenem tudi praznik občine, zato v teh mesecih poteka veliko prireditev, kot izbor za mis narcis, tekmovanje za pokal narcis, gledališke igre, ter med glavnimi šolskimi počitnicami poletna glasbena šola.
Veržej je največje nemestno naselje na desnem bregu reke Mure, obogateno z mnogimi naravnimi in kulturnimi dobrinami, s še edinim mlinom na Muri in učno gozdno potjo. Nasproti kulturnega doma stoji spomenik Bratstvo in enotnost, delo L. Veberiča. Veržej je tudi rojstni kraj skladatelja Slavka Osterca in prelata zgodovinarja Frana Kovačiča, prvemu je posvečena spominska soba.

## Šege
Verženec je posebnež med Prleki. O nekdanjem »varošu«, trškem naselju, je vrsta hudomušnih zgodb. Čeprav imajo v trškem grbu ribo, jim ob vaških praznovanjih pripisujejo kukavico. Sosedi jih dražijo tudi z bučo (tikva), s katero so nekoč jahali po Muri, in z bikom, ki so ga vlekli na cerkveni zvonik. Monografije:
- Janez Ferenc: Verženske zgodbe. Radenci : Style Maxima, 1996. (COBISS)
- Manko Golar: Verženci. Ljubljana : Mladinska knjiga, 1982. (COBISS)
- Manko Golar: Okrogle o Veržencih. Ljubljana : Mladinska knjiga, 1973. (COBISS)